# Ekaterina Voronina
Ekaterina Voronina (russisk: Екатерина Воронина) er en sovjetisk spillefilm fra 1957 af Isidor Annenskij.

## Medvirkende
- Ljudmila Khitjaeva som Ekaterina Voronina
- Sergej Bobrov som Voronin
- Vera Pashennaja
- Nadir Malisjevskij som Lednjov
- Ariadna Sjengelaja som Irina